# تئو هینریشس
تئو هینریشس (آلمانی: Teo Hinrichs؛ زادهٔ ۱۷ سپتامبر ۱۹۹۹) بازیکن هاکی روی چمن اهل آلمان است.